# Список штучних об'єктів на Місяці

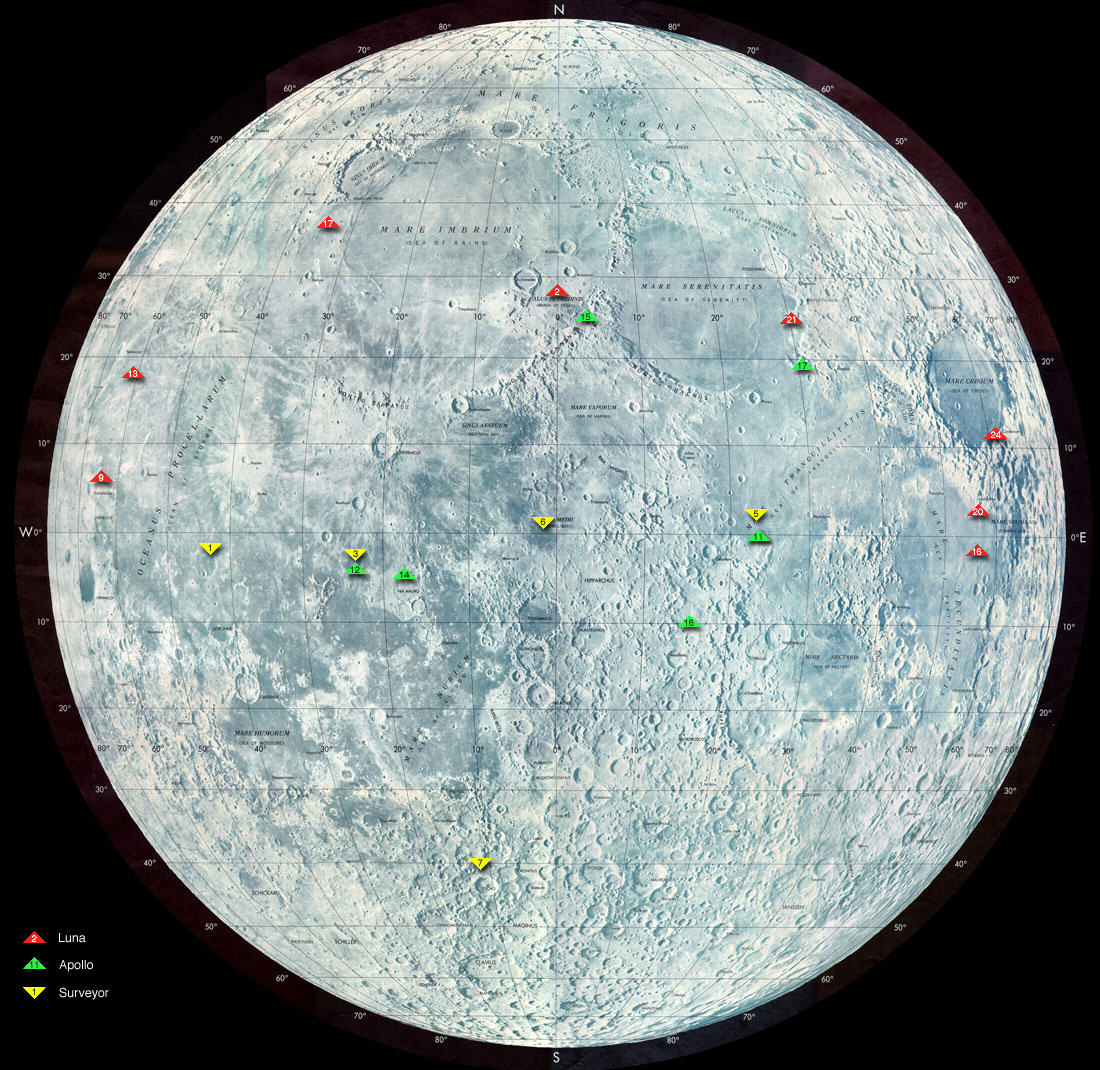
Карта Місяця, на якій зображені місця посадки апаратів.

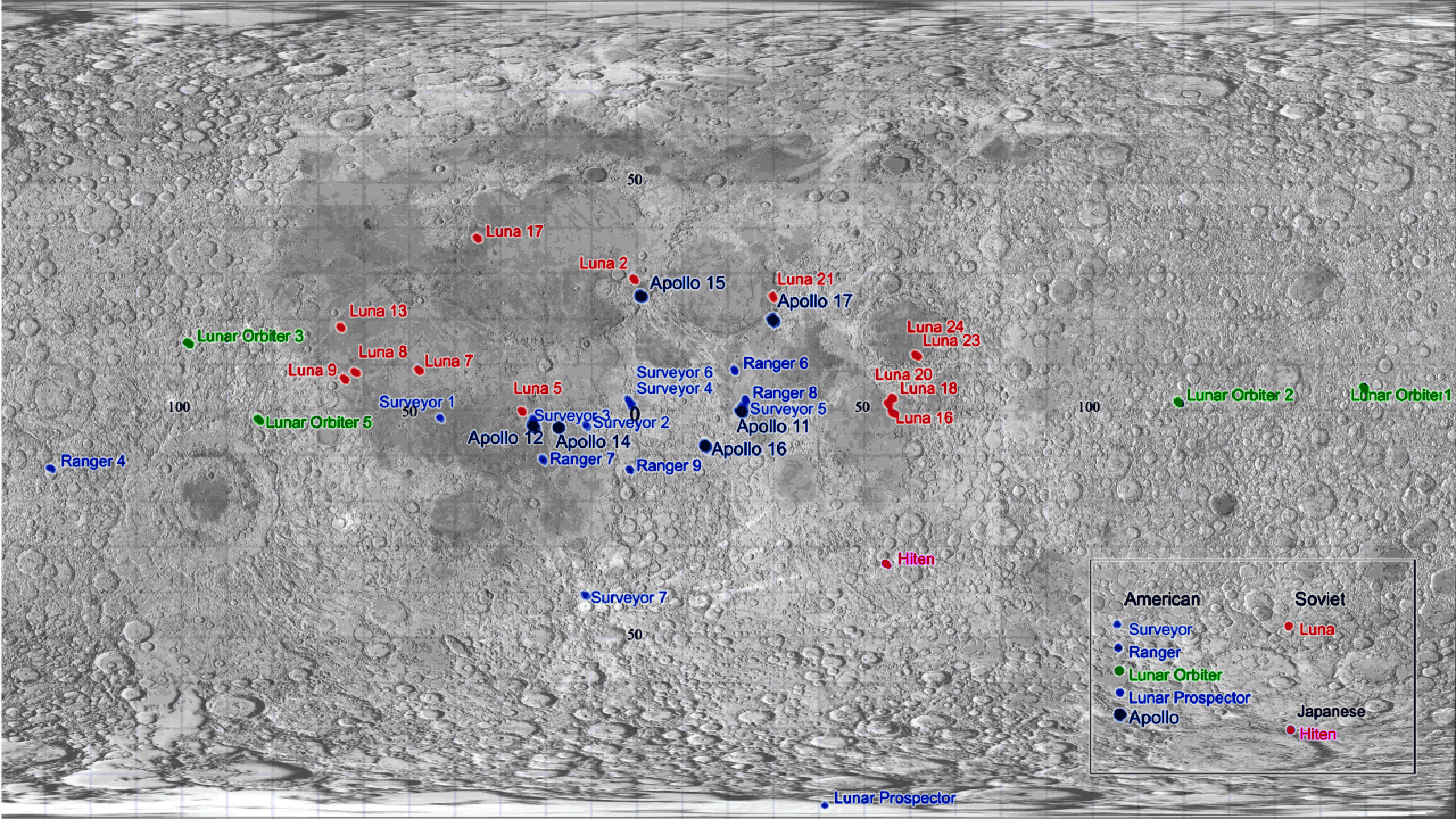
Розташування штучних об'єктів на Місяці.

Список штучних об'єктів, які досягли поверхні Місяця.
Загальна маса усіх штучних об'єктів, що досягли поверхні, становить понад 180 тонн. Об'єкти можна умовно класифікувати таким чином:
- Безпілотні дослідницькі апарати, призначені для досягнення місячної поверхні
- Безпілотні штучні супутники місяця, зняті з орбіти
- Посадкові ступені пілотованих місій
- Зняті з орбіти злітні ступені пілотованих місій
- Різноманітне устаткування і предмети, залишені пілотованими місіями
- Використані ступені ракет-носіїв

У наведеному списку окремо не показано дрібне устаткування, пакети зі сміттям, інші предмети (знаки, прапори), залишені пілотованими експедиціями. Маса окремих об'єктів (таких, як прилади ALSEP) може досягати десятків кілограмів. Маса сміття теж значна, оскільки на Місяці була залишена не лише використана упаковка, але і змінні фільтри систем життєзабезпечення, непотрібні прилади й інструмент — бури, молотки, граблі, відео- і фотокамери, невеликий телескоп, ключка для гольфу тощо.
Наймасивніший рукотворний об'єкт, що потрапляв на Місяць, — ракетний ступінь S-IVB. З самого Місяця було узято не більше 400 кілограмів місячного ґрунту.

## Список
| №  | Об'єкт                                            | Країна                       | Зображення                          | Час посадки | Маса об'єкту, кг | Координати посадки/падіння                                 | Примітки |
| -- | ------------------------------------------------- | ---------------------------- | ----------------------------------- | ----------- | ---------------- | ---------------------------------------------------------- | --- |
| 1  | Луна-2                                            | СРСР                         |                                     | 13.09.1959  | 390              | 29,1° пн. ш., 0° зх. д. Болото Гниття (Palus Putredinis)   | Перша у світі автоматична міжпланетна станція, що досягла поверхні Місяця. |
| 2  | Блок «Е» ракети-носія Восток-Л                    | СРСР                         |                                     | 13.09.1959  | 9 100            | 29,1° пн. ш., 0° зх. д. Болото Гниття (Palus Putredinis)   | Використовувалася при виведенні «Луни-2», впала через 30 хвилин після «Луни-2». |
| 3  | Рейнджер-4                                        | США                          |                                     | 26.04.1962  | 331              | 12,9° пд. ш., 129,1° зх. д.                                | Місія апаратів «Рейнджер» — передача зображень при зближенні до зіткнення з Місяцем. Рейнджер-4 впав на Місяць, але місію не виконав.                                                                      |
| 4  | Рейнджер-6                                        | США                          |                                     | 02.02.1964  | 381              | 9,4° пн. ш., 21,5° O Море Спокою                           | Місію не виконав, впав на Місяць. Несправність камер. |
| 5  | Рейнджер-7                                        | США                          |                                     | 31.07.1964  | 366              | 10,6° пд. ш., 20,61° зх. д. Море Пізнане                   | Перед падінням апарат передав на Землю 4 300 фотографій. |
| 6  | Рейнджер-8                                        | США                          |                                     | 20.02.1965  | 367              | 2,64° пн. ш., 24,77° O Море Спокою                         | Перед падінням апарат передав на Землю 7 300 фотографій. |
| 7  | Рейнджер-9                                        | США                          |                                     | 24.03.1965  | 367              | 12,79° пд. ш., 2,36° зх. д. Кратер Альфонс (Alphonsus)     | Перед падінням апарат передав на Землю 5 800 фотографій, які були показані в прямому ефірі по американському телебаченню.                                                                                  |
| 8  | Луна-5                                            | СРСР                         |                                     | 12.05.1965  | 100              | 1,6° пд. ш., 25° зх. д. Море Хмар                          | Заплановану м'яку посадку здійснити не вдалося. |
| 9  | Луна-7                                            | СРСР                         |                                     | 07.10.1965  | 100              | 9,8° пн. ш., 47,8° зх. д. Океан Бур                        | Невдала спроба здійснення м'якої посадки на місячну поверхню. Станція не змогла погасити швидкість і врізалася в ґрунт.                                                                                    |
| 10 | Луна-8                                            | СРСР                         |                                     | 06.12.1965  | 100              | 9,6° пн. ш., 62° зх. д. Океан Бур                          | Через несправність апарат впав на поверхню Місяця. |
| 11 | Луна-9                                            | СРСР                         |                                     | 03.02.1966  | 100              | 7,13° пн. ш., 64,37° зх. д. Океан Бур                      | Перша м'яка посадка на поверхню Місяця. |
| 12 | Луна-10                                           | СРСР                         |                                     | 03.04.1966  | 1 600            | ?                                                          | Перший у світі вихід на орбіту навколо Місяця. 29 травня впала на поверхню. |
| 13 | Сервеєр-1                                         | США                          |                                     | 02.06.1966  | 270              | 2,45° пд. ш., 43,22° зх. д. Океан Бур                      | Перша м'яка посадка американського апарата на Місяць. |
| 14 | Сервеєр-2                                         | США                          |                                     | 22.09.1966  | 292              | 4,0° пд. ш., 11,0° зх. д. Море Островів                    | Через несправність апарат впав на поверхню Місяця. |
| 15 | Лунар орбітер-1                                   | США                          |                                     | 29.10.1966  | 386              | 6,35° пн. ш., 160,72° O                                    | Орбітальний апарат. |
| 16 | Луна-11                                           | СРСР                         |                                     | 31.10.1966  | 1 640            | ?                                                          | Орбітальний апарат. |
| 17 | Луна-13                                           | СРСР                         |                                     | 24.12.1966  | 1 700            | 18,87° пн. ш., 63,05° зх. д. Океан Бур                     | М'яка посадка на поверхню Місяця. |
| 18 | Луна-12                                           | СРСР                         |                                     | 19.01.1967  | 1 670            | ?                                                          | Впала на поверхню Місяця. |
| 19 | Сервеєр-3                                         | США                          |                                     | 20.04.1967  | 281              | 2,99° пд. ш., 23,34° зх. д. Океан Бур                      | Екіпаж корабля Аполлон-12 відшукав апарат «Сервеєр-3» і демонтував деякі його деталі, які були доставлені для вивчення на Землю.                                                                           |
| 20 | Сервеєр-4                                         | США                          |                                     | 17.07.1967  | 283              | 0,45° пн. ш., 1,39° зх. д. Центральна затока (Sinus Medii) | Через несправності впав на поверхню Місяця. |
| 21 | Сервеєр-5                                         | США                          |                                     | 11.09.1967  | 281              | 1,42° пн. ш., 23,2° O Море Спокою                          | Передав на Землю 19 000 фотографій, даних і аналіз ґрунту. |
| 22 | Лунар орбітер-3                                   | США                          |                                     | 10.10.1967  | 386              | 14,6° пн. ш., 97,7° зх. д.                                 | Картографування місячної поверхні з орбіти. |
| 23 | Лунар орбітер-2                                   | США                          |                                     | 11.10.1967  | 385              | 2,9° пн. ш., 119,1° O                                      | Картографування місячної поверхні з орбіти. |
| 24 | Лунар орбітер-4                                   | США                          |                                     | 31.10.1967  | 386              | ~22° и 30° зх. д.                                          | Картографування місячної поверхні з орбіти. |
| 25 | Сервеєр-6                                         | США                          |                                     | 10.11.1967  | 282              | 0,53° пн. ш., 1,4° зх. д. Центральна затока                | Апарат злетів на кілька метрів над поверхнею Місяця за командою оператора із Землі. |
| 26 | Сервеєр-7                                         | США                          |                                     | 10.01.1968  | 290              | 40,86° пд. ш., 11,47° зх. д. Кратер Тихо                   | Передав на Землю 21 091 зображення місячної поверхні. |
| 27 | Лунар орбітер-5                                   | США                          |                                     | 31.01.1968  | 386              | 2,8° пд. ш., 83,1° зх. д.                                  | Картографування місячної поверхні з орбіти. |
| 28 | Луна-14                                           | СРСР                         |                                     | 1968        | 1670             | ?                                                          | Експерименти для вибору матеріалів ущільнень приводів коліс, а також підшипників для шасі «Лунохода». |
| 29 | Місячний модуль корабля «Аполлон-10»              | США                          |                                     | 22.05.1969  | 2 211            | ?                                                          | Маневр на селеноцентричній орбіті і огляд обраного місця для посадки наступної експедиції. Знятий з орбіти, посадки не здійснював.                                                                         |
| 30 | Посадковий ступінь місячного модуля «Аполлона-11» | США                          |                                     | 20.07.1969  | 2 034            | 0° 40' 26.69" пн. ш. 23° 28' 22.69" O Море Спокою          | Перша в історії людства висадка людини на поверхню іншого космічного тіла. |
| 31 | Луна-15                                           | СРСР                         |                                     | 21.07.1969  | 2 718            | 17° пн. ш., 60° O Море Криз                                | Програма польоту — доставка на Землю зразків місячного ґрунту — не була виконана. |
| 32 | Злітний ступінь місячного модуля «Аполлон-11»     | США                          |                                     | 21.07.1969  | 2 184            | ?                                                          | Знято з орбіти після використання. |
| 33 | Посадковий ступінь місячного модуля «Аполлона-12» | США                          |                                     | 19.11.1969  | 2 211            | 2,99° пд. ш., 23,34° зх. д. Океан Бур                      | Друга висадка людей на Місяць. Пошук і демонтаж частин автоматичного космічного апарата «Сервеєр-3». |
| 34 | Злітний ступінь місячного модуля «Аполлона-12»    | США                          |                                     | 20.11.1969  | 2 164            | 3,94° пд. ш., 21,2° зх. д. Море Островів                   | Знято з орбіти після використання. |
| 35 | Ступінь S-IVB ракети-носія Сатурн V               | США                          |                                     | 14.04.1970  | 13 454           | 2,75° пд. ш., 27,86° зх. д. Океан Бур                      | Виведення аварійного Аполлона-13, посадку не здійснював. |
| 36 | Луна-16 посадочная ступень                        | СРСР                         |                                     | 20.09.1970  | 1380             | 0,68° пд. ш., 56,3° O Море Достатку                        | На Землю були доставлені зразки місячного ґрунту. |
| 37 | Луна-17                                           | СРСР                         | Файл:Lunakod landing bus-Luna17.jpg | 17.10.1970  | 1380             | 38,28° пн. ш., 35,0° зх. д. Море Дощів                     | Доставка на Місяць самохідного апарата «Луноход-1». |
| 38 | Луноход-1                                         | СРСР                         |                                     | 17.10.1970  | 756              | 38,32507°N, 36,9949°W                                      | Перший у світі планетохід, що успішно працював на поверхні іншого небесного тіла. |
| 39 | Ступінь S-IVB ракети-носія Сатурн V               | США                          |                                     | 04.02.1971  | 14 016           | 8,09° пд. ш., 26,02° зх. д. Море Пізнане                   | Виведення «Аполлона-14». |
| 40 | Посадковий ступінь місячного модуля «Аполлона-14» | США                          |                                     | 05.02.1971  | 2 144            | 3° 38' 43,08" пд. ш., 17° 28' 16,90" зх. д. (Fra Mauro)    | Відновлено престиж американської космічної програми, що впав після аварії корабля «Аполлон-13». |
| 41 | Злітний ступінь місячного модуля «Аполлона-14»    | США                          |                                     | 07.02.1971  | 2 132            | 3,42° пд. ш., 19,67° зх. д. Океан Бур                      | Знято з орбіти після використання. |
| 42 | Ступінь S-IVB ракети-носія Сатурн V               | США                          |                                     | 29.07.1971  | 14 036           | 1,51° пд. ш., 17,48° зх. д. (Fra Mauro)                    | Виведення «Аполлона-15». |
| 43 | Посадковий ступінь місячного модуля «Аполлона-15» | США                          |                                     | 31.07.1971  | 2 809            | 26° 7' 55,99" пн. ш., 3° 38' 1,90" O (Hadley-Rille)        | Знято з орбіти після використання. |
| 44 | Місячний автомобіль (Аполлон-15)                  | США                          |                                     | 02.08.1971  | 210              | 26,08° пн. ш., 3,66° O (Hadley-Rille)                      | Електромобіль на двох батареях, що не перезаряджалися. |
| 45 | Злітний ступінь місячного модуля «Аполлон-15»     | США                          |                                     | 03.08.1971  | 2 132            | 26,36° пн. ш., 0,25° O Болото Гниття                       | Знято з орбіти після використання. |
| 46 | Луна-18                                           | СРСР                         |                                     | 11.09.1971  | 5 600            | 3,57° пн. ш., 56,5° O Море Достатку                        | М'яку посадку здійснити не вдалося, станція розбилася. |
| 47 | Луна-20 посадочная ступень                        | СРСР                         |                                     | 21.02.1972  | 1380             | 3,53° пн. ш., 56,55° O                                     | На Землю доставлена колонка місячного ґрунту масою 55 грамів. |
| 48 | Посадоковий ступінь місячного модуля «Аполлон-16» | США                          |                                     | 20.04.1972  | 2 765            | 8° 58' 22,84" пд. ш., 15° 30' 0,68" O                      | |
| 49 | Місячний автомобіль (Аполлон-16)                  | США                          |                                     | 24.04.1972  | 210              | 8,97° пд. ш., 15,51° O                                     | Загальна довжина шляху, пройденого місячним автомобілем, склала 26,6 кілометра. |
| 50 | Злітний ступінь місячного модуля «Аполлон-16»     | США                          |                                     | 24.04.1972  | 2 138            | ?                                                          | Знято з орбіти після використання. |
| 51 | Ступінь S-IVB ракети-носія Сатурн V               | США                          |                                     | 29.04.1972  | 14 002           | 1,3° пн. ш., 23,9° зх. д. Море Островів                    | Виведення «Аполлона-16» |
| 52 | Штучний супутник (Аполлона-16)                    | США                          |                                     | 29.05.1972  | 42               | ?                                                          | |
| 53 | Космічний апарат Експлорер-49                     | США                          |                                     | 29.05.1972  | 328              | ?                                                          | |
| 54 | Луна-19                                           | СРСР                         |                                     | 30.09.1972  | 5 600            | ?                                                          | |
| 55 | Ступінь S-IVB ракети-носія Сатурн V               | США                          |                                     | 10.12.1972  | 13 960           | 4,21° пд. ш., 22,31° зх. д.                                | Виведення «Аполлона-17» |
| 56 | Посадковий ступінь місячного модуля «Аполлона-17» | США                          |                                     | 11.12.1972  | 2 798            | 20° 11' 26,88" пн. ш., 30° 46' 18,05" O Тавр-Літтров       | |
| 57 | Місячний автомобіль (Аполлон-17)                  | США                          |                                     | 14.12.1972  | 210              | 20,17° пн. ш., 30,77° зх. д. Тавр-Літтров                  | |
| 58 | Злітний ступінь місячного модуля «Аполлон-17»     | США                          |                                     | 15.12.1972  | 2 150            | 19,96° пн. ш., 30,50° O Тавр-Літтров                       | Знято з орбіти після використання. |
| 59 | Луна-21                                           | СРСР                         | Файл:Lunakod landing bus-Luna17.jpg | 15.01.1973  | 4 727            | 25,85° пн. ш., 30,45° O Кратер Ле-Моньє                    | На поверхню Місяця доставлено автоматичний самохідний апарат «Лунохід-2». |
| 60 | Лунохід-2                                         | СРСР                         |                                     | 15.01.1973  | 840              | 25,47° пн. ш., 30,54° O Кратер Ле-Моньє                    | За чотири місяця роботи пройшов 37 кілометрів, передав на Землю 86 панорам і близько 80 000 кадрів фільму.                                                                                                 |
| 61 | Штучний супутник («Аполлона-15»)                  | США                          |                                     | 22.01.1973  | 36               | ?                                                          | |
| 62 | Космічний апарат Експлорер-35                     | США                          |                                     | 24.06.1973  | 104              | ?                                                          | |
| 63 | Луна-22                                           | СРСР                         |                                     | 02.11.1975  | 4 000            | ?                                                          | |
| 64 | Луна-23                                           | СРСР                         |                                     | 06.11.1974  | 5 600            | 13° пн. ш., 62° O                                          | Під час посадки станції було пошкоджено ґрунтозабірний пристрій, що зробило неможливим виконання програми польоту.                                                                                         |
| 65 | Луна-24                                           | СРСР                         |                                     | 18.08.1976  | < 5.800          | 12,75° пн. ш., 62,2° O Море Криз                           | На Землю доставлена колонка місячного ґрунту завдовжки близько 160 сантиметрів і масою 170 грамів. Остання радянська проба ґрунту.                                                                         |
| 66 | Субсупутник Hiten                                 | Японія                       |                                     | 11.04.1993  | 12               | ?                                                          | |
| 67 | Hiten                                             | Японія                       |                                     | 10.04.1993  | 143              | 34,3° пд. ш., 55,6° O                                      | Перший японський штучний супутник Місяця. Знятий з орбіти. |
| 68 | Lunar Prospector                                  | США                          |                                     | 31.07.1999  | 126              | 87,7° пд. ш., 42,1° O                                      | Кероване падіння в кратер на південному полюсі Місяця. |
| 69 | Смарт-1                                           | ESA                          |                                     | 03.09.2006  | 307              | 34,24° пд. ш., 46,12° зх. д. Озеро Переваги                | Смарт-1 створювався передусім як експериментальна АМС для відпрацювання перспективних технологій, найперше — електрореактивної рухової установки для майбутніх місій до Меркурія і Сонця. Знятий з орбіти. |
| 70 | Місячний ударний зонд зі складу «Чандраян-1»      | Індія                        |                                     | 14.11.2008  | 29               | 89,9° пд. ш., 0,0° O Кратер Шеклтона                       | 14 листопада від «Чандраян-1» відділився місячний ударний зонд, який зробив о 15:01 UTC жорстку посадку недалеко від кратера Шеклтон, розташованого поряд з південним полюсом місяця.                      |
| 71 | Субсупутник «Кагуя»                               | Японія                       |                                     | 12.02.2009  | 53               | 28,2° пн. ш., 159,0° зх. д.                                | |
| 72 | Чан'е-1                                           | Китайська Народна Республіка |                                     | 01.03.2009  | 2 350            | 1,5° пд. ш., 52,36° O Море Достатку                        | Обліт Місяця і збір даних для складення цифрової моделі рельєфу, знятий з орбіти. |
| 73 | Кагуя                                             | Японія                       |                                     | 10.06.2009  | 1 720            | 80,4° O, 65,5° пд. ш.                                      | Наукова програма зонда «Кагуя» дала можливість скласти топографічну карту Місяця з розширенням близько 15 км.                                                                                              |
| 74 | Розгінний блок Центавр                            | США                          |                                     | 09.10.2009  | 1 930            | 84.675° пд. ш., 48,725° зх. д. Кратер Кабео                | |
| 75 | Lunar Crater Observation and Sensing Satellite    | США                          |                                     | 09.10.2009  | 585              | 84.729° пд. ш., 49,36° зх. д. Кратер Кабео                 | Космічний апарат для спостереження і зондування місячних кратерів, знятий з орбіти. |